# 異端者の家
『異端者の家』（いたんしゃのいえ、原題：Heretic）は、2024年制作のアメリカ合衆国のホラー・スリラー映画。ヒュー・グラント主演。原題の意味は「異端者」。R15+指定。

## あらすじ
末日聖徒イエス・キリスト教会のシスターのパクストンとバーンズは布教活動のため、深い森の中にある一軒家を訪れた。応対したリードという男性はとても気さくで、妻が在宅中と聞いた2人は安心して家の中に入る。
だが、リードは彼女たちに対し、「どの宗教も真実とは思えない」と持論を展開し始める。不穏な空気を感じた2人は密かに帰ろうとするが、玄関の鍵は閉められ、助けを呼ぼうとしても携帯の電波が繋がらない。さらに、家の中には恐怖の“仕掛け”が張り巡らされていた…。

## キャスト
※括弧内は日本語吹替
- ミスター・リード - ヒュー・グラント（森田順平）
- シスター・バーンズ - ソフィー・サッチャー（永瀬アンナ）
- シスター・パクストン - クロエ・イースト（英語版）（宮本侑芽）
- エルダー・ケネディ - トファー・グレイス